# الأكسود (يريم)

تعديل مصدري - تعديل

الأكسود هي إحدى قرى عزلة بني منبة بمديرية يريم التابعة لمحافظة إب، بلغ تعداد سكانها 296 نسمة حسب تعداد اليمن لعام 2004.